# 레우 시타지니
레오나르두 "레우" 시타지니(포르투갈어: Leonardo "Léo" Cittadini, 1994년 2월 27일 ~ )는 브라질의 축구 선수로, 포지션은 미드필더이다. 2023년 현재 브라질 캄페오나투 브라질레이루 세리이 A의 아틀레치쿠 파라나엔시에서 활약하고 있다.

## 수상

### 산투스
- 캄페오나투 파울리스타 (2) : 2015, 2016